# Bình Đa
Bình Đa là một phường thuộc thành phố Biên Hòa, tỉnh Đồng Nai, Việt Nam.

## Địa lý
Phường Bình Đa có vị trí địa lý:
- Phía đông giáp phường Long Bình
- Phía tây giáp phường Tam Hiệp
- Phía nam giáp phường An Bình
- Phía bắc giáp phường Tân Hiệp.

Phường Bình Đa có diện tích là là 2,48 km², dân số năm 2022 là 38.344 người, mật độ dân số đạt 15.461 người/km².
Khí hậu: Do nằm trong khu vực Đông Nam Bộ, khí hậu ôn hòa được phân ra 2 mùa rõ rệt. Mùa mưa từ tháng 5 – 7, mùa nắng từ tháng 12 – 4 hàng năm.

## Hành chính
Phường Bình Đa được chia thành 7 khu phố: 1, 2, 3, 4, 5, 6, 7.

## Lịch sử
Bản đồ Boilloux năm 1881 có ghi tên làng Bình Đa thuộc tổng Phước Vĩnh Thượng tỉnh Biên Hòa. Sau làng Bình Đa hợp nhất với làng An Hảo thành làng Bình An và đến năm 1939, làng Bình An lại hợp nhất với các làng Vĩnh Cửu, Tân Mai thành làng Tam Hiệp thuộc tổng Phước Vĩnh Thượng.
Trong kháng chiến chống Pháp, Ủy ban nhân dân tỉnh Biên Hòa xây dựng Trại huấn luyện du kích Vĩnh Cửu, đến tháng 10 trại chuyển về đóng ở đình Bình Đa. Đó là một trong những trường huấn luyện quân sự được mở ở Biên Hòa và miền Đông, đào tạo nhiều cán bộ quân sự giỏi cho tỉnh.
Năm 1947, Bình Đa được giải phóng và xây dựng thành căn cứ du kích kháng chiến của quận Châu Thành, huyện Vĩnh Cửu và thị xã Biên Hòa, nơi đứng chân của nhiều lực lượng tỉnh Biên Hòa, thị xã Biên Hòa.
Trong kháng chiến chống Mỹ, Bình Đa là nơi đứng chân của Chi bộ xã Tam Hiệp, Ban Công vận thị xã để tập hợp, tổ chức công nhân đấu tranh chống áp bức, đòi dân sinh dân chủ, quyền lợi cho công nhân. Cơ sở cách mạng được xây dựng ở Bình Đa là cơ sở để Ủy ban cách mạng tỉnh Biên Hòa, Ủy ban khởi nghĩa Tam Hiệp phát động công nhân nổi dậy làm chủ, tiếp thu nguyên vẹn cơ sở vật chất các nhà máy, xí nghiệp, công ty ở Khu Kỹ nghệ Biên Hòa trong chiến dịch Hồ Chí Minh lịch sử tháng 4-1975.
Tính đến ngày 31 tháng 12 năm 2022, phường Thanh Bình có 1,27 km² diện tích tự nhiên, quy mô dân số là 19.184 người và 4 khu phố: 1, 2, 3, 4. Phường Tam Hòa có 1,21 km² diện tích tự nhiên, quy mô dân số là 19.160 người và 3 khu phố: 1, 2, 3.
Ngày 28 tháng 9 năm 2024, Ủy ban Thường vụ Quốc hội ban hành Nghị quyết số 1194/NQ-UBTVQH15 về việc sắp xếp đơn vị hành chính cấp xã của tỉnh Đồng Nai giai đoạn 2023 – 2025 (nghị quyết có hiệu lực từ ngày 1 tháng 11 năm 2024). Theo đó, sáp nhập toàn bộ 1,21 km² diện tích tự nhiên và quy mô dân số là 19.160 người của phường Tam Hòa vào phường Bình Đa.
Phường Bình Đa có 2,48 km² diện tích tự nhiên và quy mô dân số là 38.344 người.
Ngày 20 tháng 12 năm 2024, HĐND tỉnh Đồng Nai ban hành Nghị quyết số 75/NQ-HĐND về việc:
- Đổi tên khu phố 1 của phường Tam Hòa cũ thành khu phố 5 thuộc phường Bình Đa.
- Đổi tên khu phố 2 của phường Tam Hòa cũ thành khu phố 6 thuộc phường Bình Đa.
- Đổi tên khu phố 3 của phường Tam Hòa cũ thành khu phố 7 thuộc phường Bình Đa.

## Kinh tế - xã hội
Một phần phía nam giáp với công ty thuốc lá Đồng Nai, một phần giáp với công ty cao su. Trên địa bàn phường có 1 công ty xuất khẩu lâm sản BILICO, 8 cơ sở sản xuất mây tre xuất khẩu, 1 chợ nhỏ và rất nhiều loại hình kinh doanh đa dạng khác. Ngoài ra còn có con Suối Linh chảy ngang qua hai tổ 22, 23 thuộc khu phố 3 phường Bình Đa.

### Giáo dục
Phường có 7 trường học trong đó bao gồm:
- Trường Chính trị Đồng Nai
- Trường Trung học Kinh tế
- Trường Trung học kỹ thuật
- Trường Phổ thông Thực hành sư phạm
- Trường Trung học cơ sở Bình Đa
- Trường Tiểu học Bình Đa
- Trường Tiểu học Trần Quốc Tuấn.